# Fran Rubel Kuzui
Fran Rubel Kuzui est une metteuse en scène et productrice américaine. 

## Biographie
Fran Rubel Kuzui a obtenu son diplôme de maîtrise à l'Université de New York et a été superviseuse de script pendant une dizaine d'années, avant son premier film en 1988, Tokyo Pop, qu'elle a coécrit et réalisé. Présenté à la Semaine de la critique durant le Festival de Cannes 1985, le film a reçu des critiques élogieuses pour sa représentation d'une femme américaine tentant de donner un sens à la culture des jeunes Japonais.
Cependant, elle est mieux connue en tant que réalisatrice du film Buffy, tueuse de vampires en 1992, qui a été ré-imaginé dans la série télévisée Buffy contre les vampires. Elle découvre le scénario grâce à un scénariste de télévision inconnu Joss Whedon qui cherche à rassembler les fonds pour produire le film. Sa vision du film ne correspond pas à celle de Whedon, et le film reçoit des critiques mitigées, qui a noté la direction inégale et le moment comique.
Elle et son mari Kaz Kuzui (en) ont créé des entreprises qui exportent des films américains au Japon et importent des films japonais pour le marché américain. En plus de détenir une partie des droits sur Buffy, les Kuzui Entreprises ont également reçu des crédits de producteur exécutif pour la série télévisée Buffy et sa série dérivée Angel, bien qu'elles n'aient aucune implication pratique dans les productions. 
En 2003, les Kuzui ont été producteurs exécutifs en Thaïlande et pour le cinéma japonais, notamment pour le film Last Life in the Universe de Pen-ek Ratanaruang avec Tadanobu Asano. 
En 1997, les entreprises Kuzui ont été parmi les producteurs de Capitaine Orgazmo et Telling Lies in America. 
En 2009, Fran Kuzui a annoncé la création d’une nouvelle version de Buffy contre les vampires, qui reprendrait l'histoire à zéro (un « reboot » de la franchise), sans la participation de Joss Whedon ou de tout autre personnage de la populaire série télévisée.